# دیندیگول
دیندیگول
شهر دیندیگول (به انگلیسی: Dindigul) با جمعیت ۲۰۴٫۶۶۲ نفر در ایالت تامیل نادو در کشور هند واقع شده‌است.